# M'semrir
M'semrir (arabe : امسمرير) est une commune rurale ⴰⵎⴰⵣⵉⵖ de la haute vallée du Dadès dans la province de Tinghir, région Sous-Massa-Drâa, dans le Sud du Maroc, qui compte 23 107 habitants (2004).

## Économie
La commune est un point de ralliement de tous les nomades de la région avec un paysage pittoresque. Elle est un lieu de commerce d'ovins et caprins.

## Manifestations
Le 6 janvier 2008, des manifestations ont lieu à Boumalne, protestant contre ce qu'ils considèrent comme un abandon de la part des autorités, plusieurs villages des environs de M’semrir étant restés plusieurs jours bloqués par la neige en décembre 2007, et l'absence de reconnaissance de leur identité amazighe, ont dégénéré en affrontements avec les forces de l'ordre, donnant lieu à 42 arrestations, 10 manifestants dont des lycéens ayant été condamnés à plusieurs mois de prison.